# Division 1 i amerikansk fotboll 2004
Division 1  var den näst högsta serien i amerikansk fotboll för herrar i Sverige 2004. Serien bestod av 24 lag uppdelade på fyra olika geografiska serier. Vinst gav 2 poäng, oavgjort 1 poäng och förlust 0 poäng.
Det bästa laget i varje serie gick vidare till Division 1 slutspel.

## Serierna

### Norra
|   | Lag                  | SM | V | F | O | GP | IP | Poäng |
| - | -------------------- | -- | - | - | - | -- | -- | ----- |
| 1 | Luleå Eskimos        | 2  | 1 | 1 | 0 | 46 | 41 | 2     |
| 2 | Westerbotten Huskies | 2  | 1 | 1 | 0 | 41 | 46 | 2     |

|                      | LE   | WH    |
| -------------------- | ---- | ----- |
| Luleå Eskimos        | -    | 40-13 |
| Westerbotten Huskies | 28-6 | -     |

Jamtland Republicans B och Sundsvall Flames B drog sig ur
S = Spelade matcher; V = Vunna matcher; O = Oavgjorda matcher; F = Förlorade matcher

GP = Gjorda poäng; IP = Insläppta poäng; P = Poäng

     – Kval

### Östra
Division 1 Östra spelades i en A- och en B-grupp där lagen mötes i dubbelmöten inom respektive grupp.
Grupp A
|   | Lag               | SM | V | F | O | GP  | IP  | Poäng |
| - | ----------------- | -- | - | - | - | --- | --- | ----- |
| 1 | Täby Flyers       | 8  | 7 | 1 | 0 | 240 | 169 | 14    |
| 2 | Uppsala 86ers     | 8  | 6 | 2 | 0 | 398 | 171 | 12    |
| 3 | KTH Osquars       | 8  | 5 | 3 | 0 | 375 | 155 | 10    |
| 4 | Eskilstuna Tigers | 8  | 1 | 7 | 0 | 42  | 395 | 2     |
| 5 | Arlanda Jets B    | 8  | 1 | 7 | 0 | 50  | 315 | 2     |

|                   | AJ   | ET   | KTH   | TF    | U86   |
| ----------------- | ---- | ---- | ----- | ----- | ----- |
| Arlanda Jets B    | -    | 14-6 | 6-54  | 8-48  | 8-45  |
| Eskilstuna Tigers | 22-8 | -    | 8-70  | 0-38  | 0-85  |
| KTH Osquars       | 54-0 | 52-0 | -     | 35-40 | 46-12 |
| Täby Flyers       | 44-0 | 64-0 | 36-29 | -     | 56-44 |
| Uppsala 86ers     | 42-6 | 64-6 | 53-35 | 53-14 | -     |

Grupp B
|    | Lag                   | SM | V | F | O | GP  | IP  | Poäng |
| -- | --------------------- | -- | - | - | - | --- | --- | ----- |
| 6  | Gefle Red Devils      | 8  | 6 | 2 | 0 | 242 | 105 | 12    |
| 7  | Västerås Roedeers     | 8  | 5 | 2 | 1 | 175 | 110 | 11    |
| 8  | Norrköping Panthers   | 8  | 5 | 2 | 1 | 251 | 120 | 6     |
| 9  | Tyresö Royal Crowns B | 8  | 2 | 4 | 2 | 125 | 175 | 6     |
| 10 | Roslagen Bulldogs     | 8  | 0 | 8 | 0 | 19  | 300 | 0     |

|                       | GRD   | NP    | RB   | TRC   | VR    |
| --------------------- | ----- | ----- | ---- | ----- | ----- |
| Gefle Red Devils      | -     | 26-18 | 59-0 | 24-12 | 36-13 |
| Norrköping Panthers   | 36-8  | -     | 51-0 | 20-20 | 34-20 |
| Roslagen Bulldogs     | 6-44  | 0-30  | -    | 0-19  | 7-12  |
| Tyresö Royal Crowns B | 6-32  | 20-56 | 34-6 | -     | 6-6   |
| Västerås Roedeers     | 16-13 | 26-6  | 51-0 | 31-8  | -     |

S = Spelade matcher; V = Vunna matcher; O = Oavgjorda matcher; F = Förlorade matcher

GP = Gjorda poäng; IP = Insläppta poäng; P = Poäng

     – Kval

### Västra
Division 1 Västra spelades i en A- och en B-grupp där lagen mötes i dubbelmöten inom respektive grupp och i enkelmöte mellan grupperna.
Grupp A
|   | Lag                  | SM | V | F | O | GP  | IP  | Poäng |
| - | -------------------- | -- | - | - | - | --- | --- | ----- |
| 1 | Göteborg Giants      | 7  | 6 | 1 | 0 | 328 | 94  | 12    |
| 2 | Göteborg Mustangs    | 7  | 6 | 1 | 0 | 330 | 114 | 12    |
| 3 | Skövde Dukes         | 7  | 2 | 5 | 0 | 156 | 298 | 4     |
| 4 | Carlstad Crusaders B | 7  | 2 | 5 | 0 | 74  | 277 | 4     |
|   | Grupp B              | SM | V | F | O | GP  | IP  | P     |
| 5 | Borås Rhinos         | 4  | 0 | 4 | 0 | 51  | 156 | 0     |

|                      | BR    | CC    | GG    | GM    | SD    |
| -------------------- | ----- | ----- | ----- | ----- | ----- |
| Borås Rhinos         | -     | 34-38 | -     | 0-46  | -     |
| Carlstad Crusaders B | -     | -     | 6-32  | 0-64  | 14-40 |
| Göteborg Giants      | 36-7  | 66-8  | -     | 34-46 | 76-0  |
| Göteborg Mustangs    | -     | 34-0  | 8-26  | -     | 86-42 |
| Skövde Dukes         | 36-10 | 7-8   | 19-58 | 12-46 | -     |

Karlskoga Wolves och Lidköping Lakers drog sig ur.

S = Spelade matcher; V = Vunna matcher; O = Oavgjorda matcher; F = Förlorade matcher

GP = Gjorda poäng; IP = Insläppta poäng; P = Poäng

     – Kval

### Södra
Division 1 Södra spelades i en A- och en B-grupp där lagen mötes i dubbelmöten inom respektive grupp och i enkelmöte mellan grupperna.
|   | Lag                   | SM | V | F | O | GP  | IP  | Poäng |
| - | --------------------- | -- | - | - | - | --- | --- | ----- |
| 1 | Limhamn Griffins      | 9  | 9 | 0 | 0 | 392 | 27  | 18    |
| 2 | Jönköping Hawks       | 9  | 6 | 3 | 0 | 190 | 128 | 12    |
| 3 | Kristianstad C4 Lions | 9  | 6 | 3 | 0 | 220 | 95  | 12    |
| 4 | Halmstad Eagles       | 9  | 2 | 7 | 0 | 73  | 249 | 4     |
|   | Grupp B               | SM | V | F | O | GP  | IP  | Poäng |
| 5 | Carlscrona Seahawks   | 8  | 4 | 4 | 0 | 146 | 184 | 8     |
| 6 | Ystad Rockets         | 8  | 2 | 6 | 0 | 88  | 252 | 4     |
| 7 | Lugi Vikings          | 8  | 1 | 7 | 0 | 80  | 224 | 2     |

|                       | CS    | HE    | JH   | C4   | LG   | LV    | YR    |
| --------------------- | ----- | ----- | ---- | ---- | ---- | ----- | ----- |
| Carlscrona Seahawks   | -     | 6-23  | -    | 0-28 | -    | 34-0  | 30-12 |
| Halmstad Eagles       | -     | -     | 0-16 | 0-32 | 6-48 | 19-0  | -     |
| Jönköping Hawks       | 37-18 | 35-6  | -    | 20-6 | 0-39 | -     | 40-6  |
| Kristianstad C4 Lions | -     | 26-19 | 14-6 | -    | 0-18 | 50-6  | 57-6  |
| Limhamn Griffins      | 50-8  | 64-0  | 33-6 | 20-7 | -    | 47-0  | -     |
| Lugi Vikings          | 14-22 | -     | 6-30 | -    | -    | -     | 6-0   |
| Ystad Rockets         | 20-28 | 22-0  | -    | -    | 0-73 | 22-18 | -     |

S = Spelade matcher; V = Vunna matcher; O = Oavgjorda matcher; F = Förlorade matcher

GP = Gjorda poäng; IP = Insläppta poäng; P = Poäng

     – Kval

## Slutspel

### Semifinal
|  | 22 augusti 2004 | Luleå Eskimos | 20–78 | Limhamn Griffins | Sunderbyn |  |
|  |                 |               |       |                  |           |  |
|  |                 |               |       |                  |           |  |
|  |                 |               |       |                  |           |  |

|  | 22 augusti 2004 | Täby Flyers | 6–50                | Göteborg Giants | Sjökrigsskolan     |                    |
|  |                 |             | (6–22) Matchrapport |                 | Domare: Team Leidö | Domare: Team Leidö |
|  |                 |             |                     |                 | Domare: Team Leidö | Domare: Team Leidö |
|  |                 |             |                     |                 | Domare: Team Leidö | Domare: Team Leidö |

### Final
|  | 29 augusti 2004 | Limhamn Griffins | 53–38 | Göteborg Giants | Hästhagens IP |  |
|  |                 |                  |       |                 |               |  |
|  |                 |                  |       |                 |               |  |
|  |                 |                  |       |                 |               |  |